# Andy Summers
Andy Summers opr. (Andrew James Somers) (født 31. december 1942 i Poulton-le-Fylde, Storbritannien) er en engelsk guitarist og komponist.
Summers kom frem med rockgruppen The Police (1977-1986/2007-2008). Han spillede jazzguitar i sin tidlige ungdom, med inspiration fra Dizzy Gillespie og Thelonious Monk. Senere kom han med i Hammondorganisten og sangeren Zoot Money´s Big Roll Band i London. Summers blev efter denne gruppe involveret i rockscenen og den psykedeliske musik dér, og blev inspireret af bl.a. Jimmy Hendrix´s guitarspil. Senere i London mødte han Sting og Stewart Copeland, og blev inviteret med i gruppen The Police som blev en stor succes Verden over. Gruppen gik i opløsning i 1986, og blev igen dannet i 2007 til 2008. Efter The Police, har Andy Summers indspillet med egne grupper og har komponeret til film. Han var stilskaber i The Police med sin specielle lyd på guitaren og sin måde at spille rytmeguitar og klangflader på. Han har senere spillet som sideman med bl.a. Jon Lord, David Essex og Neil Sedaka, og i grupper med musikere som Larry Coryell, Trilok Gurtu, Vinnie Colaiuta, Peter Erskine etc.

## Solo Diskografi
- XYZ (1987)
- Mysterious Barricades (1988)
- The Golden Wire (1989)
- Charming Snakes (1990)
- World Gone Strange (1991)
- Synaesthesia (1995)
- The Last Dance of Mr. X (1997)
- Green Chimneys: The Music of Thelonious Monk (1999)
- Peggy's Blue Skylight (2000)
- Earth + Sky (2003)
- Metal Dog (2015)
- Triboluminescence (2017)

## Med The Police
- Outlandos d'Amour (1978)
- Reggatta de Blanc (1979)
- Zenyatta Mondatta (1980)
- Ghost in the Machine (1981)
- Synchronicity (1983)
- Live (1995)

## Eksterne Henvisninger
- Homepage